# Glorious (låt av Andreas Johnson)
Glorious är en popsång på engelska, skriven och framförd av Andreas Johnson. Låten var den första singeln från hans album Liebling från 1999. Den blev en stor internationell succé och gick direkt in på engelska topplistans tredjeplats, där den sedan låg i flera veckor. Låten hade också framgångar i andra länder i Europa, Sydamerika, Asien och Australien och nådde plats nummer åtta på den amerikanska Billboardlistan Hot Dance Club Songs.

## Listplaceringar
| Lista (1999)                    | Topplacering |
| ------------------------------- | ------------ |
| Nederländska Mega Top 100       | 51           |
| Franska SNEP-singellistan       | 50           |
| Tyska singellistan              | 79           |
| Norska singellistan             | 16           |
| Svenska singellistan            | 13           |
| Lista (2000)                    | Topplacering |
| Irländska singellistan          | 13           |
| Italienska FIMI-singellistan    | 3            |
| Nyzeeländska RIANZ-singellistan | 41           |
| Schweiziska singellistan        | 40           |
| Brittiska singellistan          | 4            |
| Lista (2004)                    | Topplacering |
| Franska SNEP-singellistan       | 16           |

### Fotnoter
1. ↑  ”Glorious - Andreas Johnson”. Billboard. https://www.billboard.com/music/andreas-johnson/chart-history/DSI/song/397719. Läst 4 januari 2013.
2. ↑  ”"Glorious", Dutch Mega Top 100” (på nederländska). Dutchcharts. http://dutchcharts.nl/showitem.asp?interpret=Andreas+Johnson&titel=Glorious&cat=s. Läst 8 maj 2010.
3. 1 2  ”"Glorious", Franska singellistan” (på franska). Lescharts. http://lescharts.com/showitem.asp?interpret=Andreas+Johnson&titel=Glorious&cat=s. Läst 8 maj 2010.
4. ↑  ”Andreas Johnson singles, Tyska singellistan” (på tyska). musicline. Arkiverad från originalet den 2 oktober 2012. https://web.archive.org/web/20121002172935/http://www.musicline.de/de/chartverfolgung_summary/artist/Johnson,Andreas/single. Läst 8 maj 2010.
5. ↑  ”"Glorious", Norska singellistan” (på norska). Norwegiancharts. http://norwegiancharts.com/showitem.asp?interpret=Andreas+Johnson&titel=Glorious&cat=s. Läst 8 maj 2010.
6. ↑  ”"Glorious", Svenska singellistan”. Swedishcharts. http://swedishcharts.com/showitem.asp?interpret=Andreas+Johnson&titel=Glorious&cat=s. Läst 8 maj 2010.
7. ↑  ”Irländska singellistan, database”. Irishcharts. http://www.irishcharts.ie/search/placement. Läst 8 maj 2010.
8. ↑  ”"Glorious", Italienska singellistan” (på italienska). Italiancharts. http://italiancharts.com/showitem.asp?interpret=Andreas+Johnson&titel=Glorious&cat=s. Läst 8 maj 2010.
9. ↑  ”"Glorious", Nyzeeländska singellistan”. Charts.org.nz. Arkiverad från originalet den 24 oktober 2012. https://web.archive.org/web/20121024032835/http://charts.org.nz/showitem.asp?interpret=Andreas+Johnson&titel=Glorious&cat=s. Läst 8 maj 2010.
10. ↑  ”"Glorious", Schweiziska singellistan” (på tyska). Hitparade. http://hitparade.ch/showitem.asp?interpret=Andreas+Johnson&titel=Glorious&cat=s. Läst 1 januari 2010.
11. ↑  ”"Glorious", Brittiska singellistan”. Chartstats. Arkiverad från originalet den 13 augusti 2011. https://web.archive.org/web/20110813095312/http://www.chartstats.com/songinfo.php?id=27943. Läst 1 januari 2010.